# Stanisław Juszczak
Stanisław Juszczak (ur. 22 kwietnia 1942 w Dzierżaninach) – polski piłkarz.

## Życiorys
W 1948 zamieszkał w Prudniku. W wieku około 10 lat rozpoczął grę w drużynie trampkarzy Pogoni Prudnik. Przeszedł do drużyny juniorów Pogoni. Podczas nauki w szkole zawodowej, w 1961 przeszedł do Odry Opole. Występował z nią w rozgrywkach Pucharu Intertoto UEFA. Strzelił gola w meczu z austriackim Wiener AC rozegranym 15 lipca 1961.
Służbę wojskową odbył we Wrocławiu i w Żaganiu, gdzie w latach 1964-1966 występował w Czarnych Żagań. Po zakończeniu służby wojskowej powrócił do Odry Opole. Następnie wrócił do Pogoni Prudnik, gdzie zakończył karierę około 1970.
Z zawodu był ślusarzem. Pracował w magazynie tkanin surowych w Zakładach Przemysłu Bawełnianego „Frotex” w Prudniku oraz w spółkach wodnych.